# Ralf Herbrich
Ralf Herbrich (* 11. Mai 1974 in Schwedt/Oder) ist ein deutscher Informatiker.

## Leben
Nach dem Abitur 1992 studierte Herbrich Informatik an der Technischen Universität Berlin, wo er 2000 mit dem Thema „Learning Linear Classifiers: Theory and Algorithms“ promovierte.
Anschließend forschte er als Postdoc mehrere Jahre in England am Darwin College der Universität Cambridge und parallel von 2000 bis 2011 bei Microsoft Research, zuletzt als Direktor der „Future Social Experiences (FUSE) Labs“. Von 2011 bis 2012 war er dann Engineering Manager bei Facebook in den USA.
Von 2013 bis 2019 war er Managing Director von Amazons Entwicklungszentrum Deutschland in Berlin. Von Jahresanfang 2020 bis Ende August 2021 war er Senior Vice President Data Science & Machine Learning bei Zalando.
Seit April 2022 ist Herbrich Professor und Mitglied der Geschäftsführung des Hasso-Plattner-Instituts in Potsdam, wo er den Lehrstuhl „Artificial Intelligence and Sustainability“ innehat.
Im Mai 2024 wurde Herbrich von Seiten der Anteilseigner in den Aufsichtsrat der SAP berufen.

## Veröffentlichungen
- Ralf Herbrich. Learning Kernel Classifiers: Theory and Algorithms. MIT Press, 2002